# Halassy Mariska
Halassy Mariska, Halasy (Arad, 1885. november 30. – Budapest, Józsefváros, 1955. június 26.) magyar színésznő.

## Életpályája
Halasi Béla operaénekes és Serfőzy Etelka leánya. 1905-től 1908-ig Marosvásárhelyen játszott, aztán 1908-09-ben Polgár Károly délvidéki és 1909-10-ben Palásthy Sándor társulatai után 1910-12-ben Szabadkán szerepelt. 1912-1916 között Debrecenben játszott, 1916-tól 1921-ig Pécsett, majd 1921-től 1939-ig újra Debrecenben szerepelt. 1939-40-ben Bánky Róbert stagione társulatában játszott. Pályafutásának további állomásai: 1941-44 között az Új Magyar Színház, 1945-46-ban a Művész Színház, 1946-tól a Béke Színház, ezt követően 1949-ig a Vígszínház művésze volt. Majd 1951-1955 között az Ifjúsági Színházban, a Petőfi Színházban és a Jókai Színházban játszott. 69 évesen hunyt el, önkezével vetett véget életének, felakasztotta magát.

## Jelentősebb színházi szerepei
- Hauptmann: Henschel fuvaros - Henschelné
- Szirmai Albert: Mézeskalács - Öreg Jóskáné
- ifj. Dumas: A kaméliás hölgy - Marguerite Gauthier
- A. Ny. Afinogenov: Kisunokám - Mótja

## Filmjei
- Férjet keresek - 1940
- A harmincadik - 1941
- Lelki klinika - 1941
- Házasság - 1942
- Bajtársak - 1942
- Pista tekintetes úr - 1943
- Éjjeli zene - 1943
- Tilos a szerelem - 1943
- Rákóczi nótája - 1943
- Makrancos hölgy - 1943
- Idegen utakon - 1944
- A két Bajthay - 1944
- A gazdátlan asszony - 1944
- Gyarmat a föld alatt - 1951